# BioScience
BioScience é um jornal científico mensal revisado por pares, publicado pela Oxford University Press em nome do American Institute of Biological Sciences . Foi estabelecido em 1964 e foi precedido pelo Boletim AIBS (1951–1963) .
A revista publica revisões de literatura de pesquisas atuais em biologia, bem como ensaios e seções de discussão sobre educação, políticas públicas, história da biologia e questões teóricas .

## Resumos e índices
O periódico é resumido e indexado no MEDLINE / PubMed (1973–1979), the Science Citation Index, Current Contents / Agriculture, Biology & Environmental Sciences, The Zoological Record e BIOSIS Previews . De acordo com o Journal Citation Reports, o periódico tem um fator de impacto de 2019 de 8,282 .